# Poeciloneta furcata
Poeciloneta furcata är en spindelart som först beskrevs av James Henry Emerton 1913.  Poeciloneta furcata ingår i släktet Poeciloneta och familjen täckvävarspindlar. Inga underarter finns listade i Catalogue of Life.